# 奥讷奈姆
奥讷奈姆（法語：Ohnenheim，法語發音：[onənaim]）是法国下莱茵省的一个市镇，属于塞莱斯塔-埃尔什泰因区。

## 地理
奥讷奈姆（48°11'1"N, 7°30'26"E）面积12.12 平方千米，位于法国大東部大區下莱茵省，该省份为法国大陆部分最东部的省份，是阿尔萨斯的一部分，今与上莱茵省组成了阿尔萨斯欧洲集体，其南至上莱茵省，西南接孚日省和默尔特-摩泽尔省，西接摩泽尔省，北与德国接壤。
与奥讷奈姆接壤的市镇（或旧市镇、城区）包括：埃尔瑟奈姆、艾多尔赛姆、埃瑟奈姆、马克奈姆、马科尔赛姆、塞莱斯塔、盖马尔、伊勒伊瑟恩。
奥讷奈姆的时区为UTC+01:00、UTC+02:00（夏令时）。

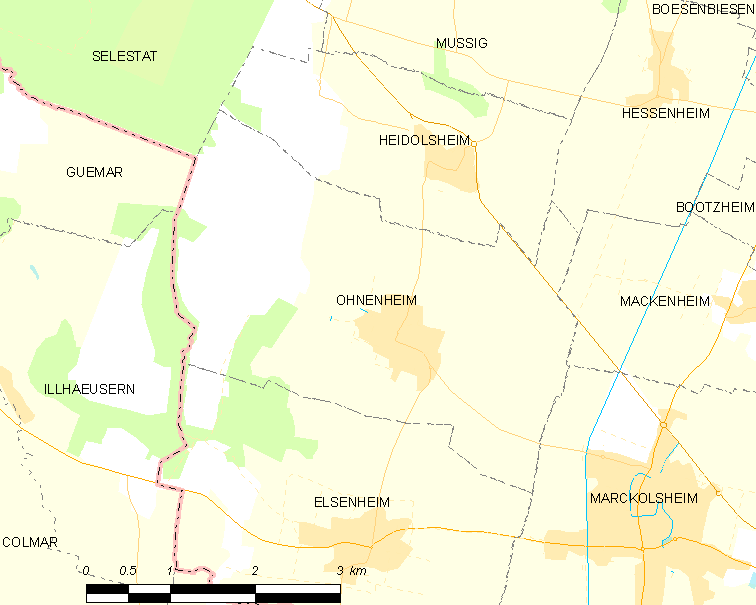
奥讷奈姆的OSM定位图

## 行政
奥讷奈姆的邮政编码为67390，INSEE市镇编码为67360。

## 政治
奥讷奈姆所属的省级选区为塞莱斯塔县。

## 人口

1962-2008年间奥讷奈姆人口变化图示

奥讷奈姆于2022年1月1日时的人口数量为1155人。